# Karl-Ludwig Ay
Karl-Ludwig Ay (* 1940 in Reichenbach im Vogtland) ist ein deutscher Historiker. Der langjährige Mitarbeiter der Bayerischen Akademie der Wissenschaften war von 1982 bis zu seiner Pensionierung Ende 2004 Generalredaktor der an drei Akademien der Wissenschaften bearbeiteten Max-Weber-Gesamtausgabe.

## Leben
Ay wurde an der Universität München mit einer von Karl Bosl betreuten Arbeit über die Vorgeschichte der Novemberrevolution in Bayern 1918 promoviert, nachdem Bosl 1965 in einem Aufsatz zu einer Neubewertung des Ereignisses aufgerufen hatte. 1968 begann er seine Tätigkeit für die Bayerische Akademie der Wissenschaften, zunächst in der Kommission für bayerische Landesgeschichte. Dabei bearbeitete er Teile des Historischen Atlas von Bayern und des Historischen Atlas von Bayerisch-Schwaben (siehe hier) und der Dokumente zur Geschichte von Staat und Gesellschaft in Bayern. Von 1982 an leitete er die redaktionelle Arbeit an der Max-Weber-Gesamtausgabe und entwickelte sich zu einem Fachmann für Max Webers Werk, veröffentlichte aber weiterhin auch zur bayerischen Landesgeschichte. Ay war Mitglied im Editorial Board der von Sam Whimster herausgegebenen Fachzeitschrift Max Weber Studies und hat an Bosls bayerischer Biographie und anderen biographischen Nachschlagewerken mitgearbeitet. Ende 2004 ging Ay in den Ruhestand.

## Werke (Auswahl)
- Die Entstehung einer Revolution. Die Volksstimmung in Bayern während des Ersten Weltkrieges (= Beiträge zu einer historischen Strukturanalyse Bayerns im Industriezeitalter. Band 1). Duncker & Humblot, Berlin 1968, zugleich Dissertation, Universität München, 1968 (Diskussion).
- Das Frag- und Antwortbüchlein des Darmstädtischen Offiziers Friedrich Wilhelm Schulz. In Zeitschrift für bayerische Landesgeschichte, Bd. 35 (1972), Verl. der  Kommission für bayerische Landesgeschichte, München S. 728–770. Online hier.
- Die deutsche Revolution 1914–1948. Bemerkungen über gesellschaftlichen Wandel und Epochenbegriff. In: Zeitschrift für bayerische Landesgeschichte. Band 36, 1973, S. 877–896 (Digitalisat).
- Dokumente zur Geschichte von Staat und Gesellschaft in Bayern. Abt. I: Altbayern vom Frühmittelalter bis 1800. Bearb. von Karl-Ludwig Ay. Beck, München, ISBN 3-7696-9953-X. Band 1: Altbayern bis 1180. 1974; Band 2: Altbayern von 1180 bis 1550. 1977.
- Land und Fürst im alten Bayern. 16.–18. Jahrhundert. Pustet, Regensburg 1988, ISBN 3-7917-1152-0.
- Hrsg. mit Joachim Jahn und Lorenz Maier: Die Welfen. Landesgeschichtliche Aspekte ihrer Herrschaft (= Forum Suevicum. Beiträge zur Geschichte Ostschwabens und der benachbarten Regionen. Band 2). UVK, Konstanz 1998, ISBN 3-87940-598-0 (Rezension).
- Max Weber. A German Intellectual and the Question of War Guilt after the Great War. In: Sam Whimster (Hrsg.): Max Weber and the Culture of Anarchy. Macmillan, Basingstoke 1998, ISBN 0-333-68227-0, S. 110–128.
- Max Webers Nationenbegriff. In: Uta Gerhardt (Hrsg.): Zeitperspektiven. Studien zu Kultur und Gesellschaft. Franz Steiner, Stuttgart 2003, ISBN 3-515-08229-8, S. 80–103 (Vorschau bei Google Bücher).
- Hrsg. mit Knut Borchardt: Das Faszinosum Max Weber. Die Geschichte seiner Geltung. KVK, Konstanz 2006, ISBN 3-89669-605-X (Buchanzeige bei Sowiport).